# Автоматизация технологических процессов
Автоматизация технологического процесса — совокупность методов и средств, предназначенная для реализации системы или систем, позволяющих осуществлять  управление самим технологическим процессом без непосредственного участия человека, либо оставления за человеком права принятия наиболее ответственных решений.
Как правило, в результате автоматизации технологического процесса создаётся АСУ ТП.
Основа автоматизации технологических процессов — это перераспределение материальных, энергетических и информационных потоков в соответствии с принятым критерием управления (оптимальности). В качестве оценочной характеристики может выступать понятие уровня (степени) автоматизации
- Частичная автоматизация — автоматизация отдельных аппаратов, машин, технологических операций. Производится когда управление процессами вследствие их сложности или скоротечности практически недоступно человеку. Частично автоматизируется как правило действующие оборудование. Локальная автоматизация широко применяется на предприятиях пищевой промышленности.

- Комплексная автоматизация — предусматривает автоматизацию технологического участка, цеха или предприятия функционирующих как единый, автоматизированный комплекс. Например, электростанции.

- Полная автоматизация — высшая ступень уровня автоматизации, при которой все функции контроля и управления производством (на уровне предприятия) передаются техническим средствам. На современном уровне развития полная автоматизация практически не применяется, так как функции контроля остаются за человеком. Близкими к полной автоматизации можно назвать предприятия атомной энергетики.

## Цели автоматизации
Основными целями автоматизации технологического процесса являются:
- сокращение численности обслуживающего персонала;
- увеличение объёмов выпускаемой продукции;
- повышение эффективности производственного процесса;
- повышение качества продукции;
- снижение расходов сырья;
- повышение ритмичности производства;
- повышение безопасности;
- повышение экологичности;
- повышение экономичности.

## Задачи автоматизации и их решение
Цели достигаются посредством решения следующих задач автоматизации технологического процесса:
- улучшение качества регулирования;
- повышение коэффициента готовности оборудования;
- улучшение эргономики труда операторов процесса;
- обеспечение достоверности информации о материальных компонентах, применяемых в производстве (в т. ч. с помощью управления каталогом);
- хранение информации о ходе технологического процесса и аварийных ситуациях.

Решение задач автоматизации технологического процесса осуществляется при помощи:
- внедрения современных средств автоматизации.

Автоматизация технологических процессов в рамках одного производственного процесса позволяет организовать основу для внедрения систем управления производством и систем управления предприятием.
В связи с различностью подходов различают автоматизацию следующих технологических процессов:
- автоматизация непрерывных технологических процессов (Process Automation);
- автоматизация дискретных технологических процессов (Factory Automation);
- автоматизация гибридных технологических процессов (Hybrid Automation).

## Применение технических средств автоматизации в производственном  процессе
Автоматизация производства предполагает наличие надежных, относительно простых по устройству и управлению машин, механизмов и аппаратов. Развитие технических средств автоматизации является сложным процессом, в основе которого лежат интересы автоматизируемых производств-потребителей, с одной стороны, и экономика и возможности предприятий-изготовителей средств,— с другой. Первичным стимулом развития является повышение эффективности работы производств-потребителей за счет внедрения новой техники автоматизации. В связи с разнообразием функций автоматизированных объектов и их технических характеристик, появилась задача уменьшить функциональное и конструктивное многообразие, при этом сохранить оптимальное удовлетворение запросов автоматизируемых предприятий. Эта задача решается при помощи методов стандартизации.   
Выделяют два основных  принципа стандартизации: 
- Агрегатирования и блочно-модульный принцип
- Унификация средств автоматизации

К техническим средствам автоматизации также предъявляют определенные требования. Такие как:
- Требования к составу средств автоматизации
- Требования к точности реализации алгоритмов управления
- Требования простоты обслуживания систем управления[1]

## Список примечаний
1. ↑  Технические средства автоматизации в тепло-энергетике: Учеб. пособие для втузов/Г. Б. Беляев, В. Ф. Кузнщии, Н. И. Смирнов. М.: Энергонздат, 1982. — с.10-24 - 320 е., ил.